# Family Radio Service

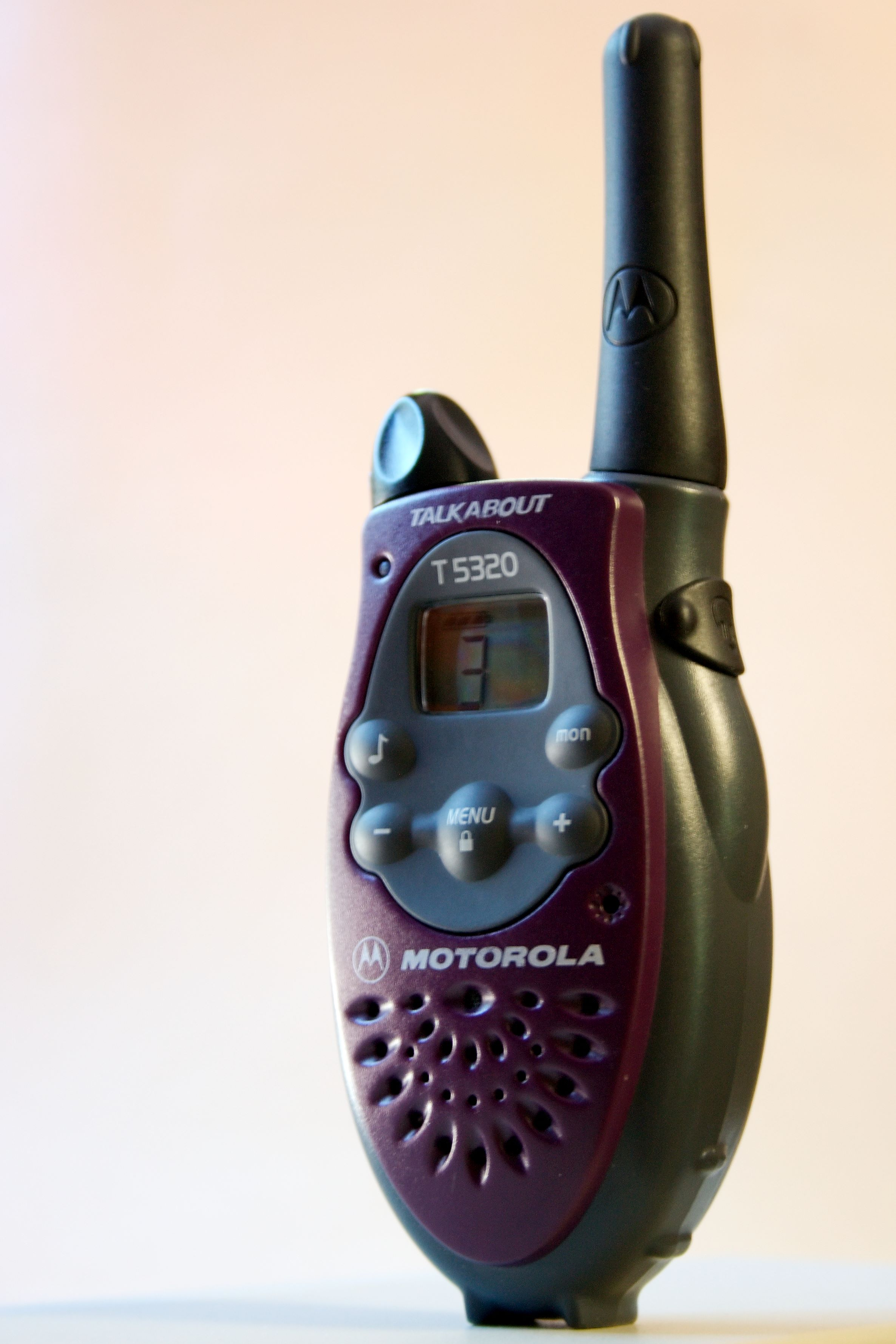
Rádio portátil Motorola T5320 FRS

O Family Radio Service ou Serviço de Rádio Familiar  (FRS)  é um sistema de rádio bidirecional sem licença autorizado nos Estados Unidos desde 1996. Ele opera na banda UHF, de 462 a 467 MHz, e usa modulação de frequência (FM). Essa frequência é diferente da banda do cidadão (CB), de 27 MHz, e da banda de 49 MHz, usada por telefones sem fio, brinquedos e babás eletrônicas.
O FRS é uma boa opção para comunicação em curto alcance, pois é menos suscetível a interferências do que os rádios CB. Isso ocorre porque a banda UHF tem características de propagação diferentes, que permitem que o sinal se espalhe de forma mais previsível.
O FRS foi originalmente proposto pela RadioShack em 1994 para uso familiar. No entanto, ele também se tornou popular entre os negócios, pois é uma alternativa não licenciada e de baixo custo à banda empresarial. Em 2017, a FCC emitiu novas regras que esclareceram e simplificaram a sobreposição entre o FRS e o GMRS.
Em todo o mundo, existem serviços de rádio pessoais que compartilham características comuns, como operação de baixa potência na banda UHF (ou VHF superior), modulação FM e licenças de usuário final simplificadas ou inexistentes. No entanto, as alocações de frequência exatas variam de país para país. Isso significa que equipamentos legais para operar em um país podem causar interferência inaceitável em outro. Por exemplo, rádios aprovados para FRS não podem operar legalmente em nenhum lugar da Europa.

## Informação técnica
Os rádios FRS usam modulação de frequência de banda estreita (NBFM) com um desvio máximo de 2,5 kHz. Os canais são espaçados em intervalos de 12,5 kHz.
Os 22 canais do FRS são compartilhados com os rádios GMRS. Inicialmente, os rádios FRS estavam limitados a 500 mW em todos os canais. No entanto, a partir de 18 de maio de 2017, o limite foi aumentado para 2 W nos canais 1-7 e 15-22.
Os rádios FRS podem usar códigos de silenciamento por tom subaudível (CTCSS e DCS) para filtrar conversas indesejadas de outros usuários na mesma frequência. Esses códigos não oferecem proteção contra espionagem, mas podem ajudar a reduzir o áudio indesejado ao compartilhar canais ocupados.
Todos os equipamentos usados no FRS devem ser certificados pela FCC. Os rádios não são certificados se excederem os limites de potência de saída, tiverem uma antena removível, permitirem a seleção não autorizada de frequências de transmissão fora das 22 frequências designadas para FRS ou por outros motivos. Depois de dezembro de 2017, a FCC não aceita mais pedidos de certificação de unidades FRS portáteis que proporcionem transmissão em qualquer outra banda de rádio.
Os rádios FRS devem usar apenas antenas permanentemente conectadas. Esta limitação restringe intencionalmente o alcance das comunicações, permitindo a maior utilização dos canais disponíveis pela comunidade. O uso de repetidores de rádio duplex e interconexões à rede telefônica são proibidos pelas regras do FRS.
O alcance anunciado em dispositivos específicos pode não se aplicar a situações do mundo real. Em condições excepcionais, a comunicação é possível a 60 km ou mais, mas isso é raro. Em condições normais, o alcance real do FRS é de cerca de 0,5 a 1,5 km.

## Rádios híbridos FRS/GMRS
A FCC mudou as regras para rádios FRS/GMRS em 2017. Os rádios FRS agora podem operar com potência de até 2 watts em 15 dos 22 canais, em vez de 500 mW. Todos os canais FRS agora são compartilhados com o serviço GMRS, mas a operação com potência superior a 2 watts ou em canais de entrada de repetidora GMRS ainda requer licenciamento GMRS. A FCC não certificará rádios FRS/GMRS que excedam os limites de potência atuais para o serviço FRS.

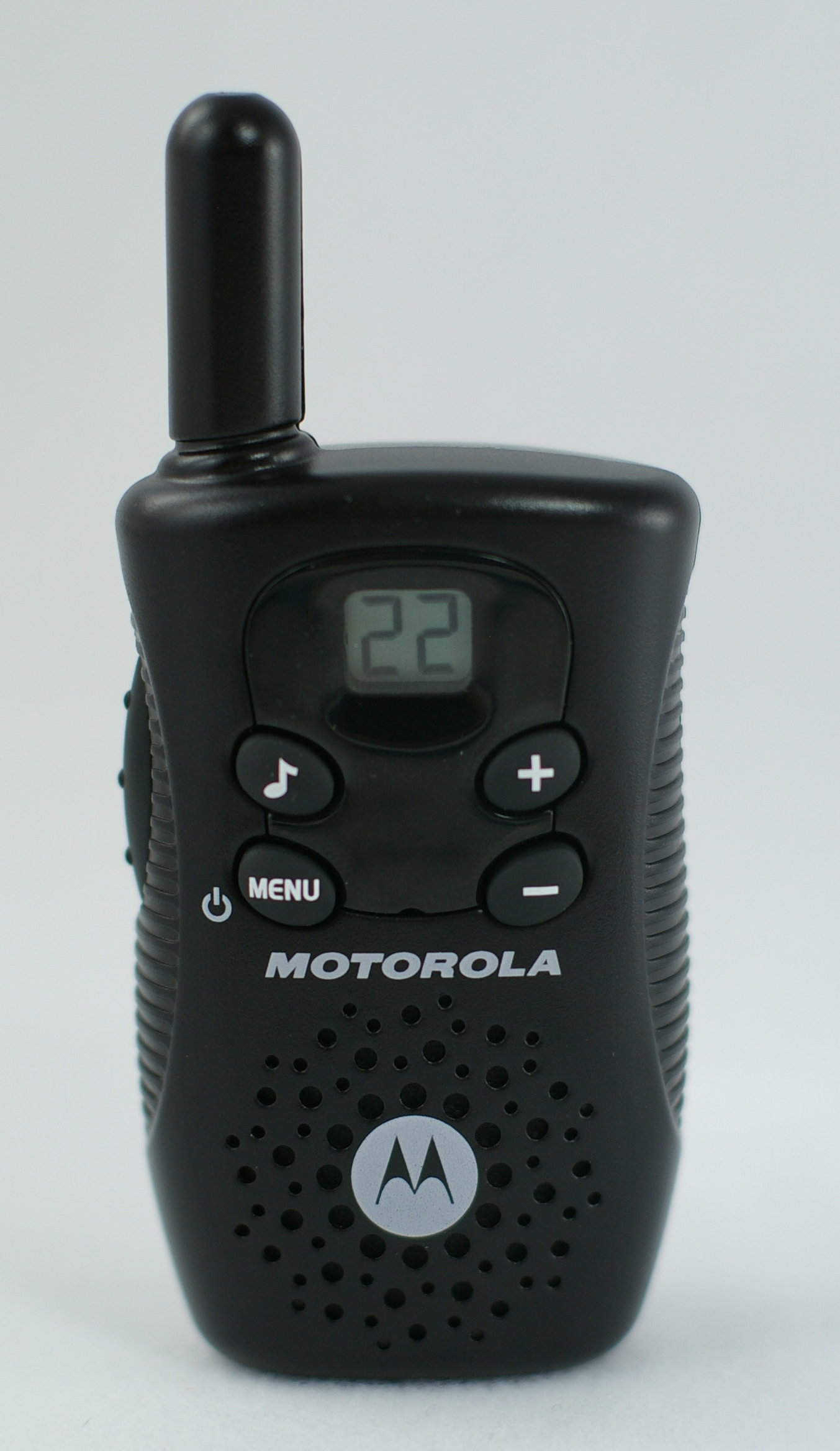
Rádio portátil Motorola FV150 FRS e GMRS

As regras da FCC para rádios FRS e GMRS foram alteradas em 2017 e 2019. As principais alterações são as seguintes:
- Os rádios FRS agora podem operar em até 2 watts nos canais 1 a 7.
- Os canais 8 a 14, anteriormente exclusivos do FRS, podem ser usados pelo GMRS a 0,5 watts.
- Os canais 15 a 22, anteriormente reservados exclusivamente para GMRS, podem ser usados em até 2 watts no FRS.
- A partir de 30 de setembro de 2019, tornou-se ilegal nos EUA importar, fabricar, vender ou oferecer a venda de equipamento de rádio capaz de operar sob GMRS e FRS não inclui equipamentos de rádio amador e outros que não sejam certificados pela Parte 95.

A FCC pode investigar a interferência nos serviços licenciados causada por rádios FRS ou GMRS.

## Lista de canais FRS em comparação com GMRS
| Canal | Frequência (MHz) | Restrição FRS EIRP | Restrição GMRS EIRP |
| ----- | ---------------- | ------------------ | ------------------- |
| 1     | 462.5625         | Até 2 watts        | Até 5 watts         |
| 2     | 462.5875         | Até 2 watts        | Até 5 watts         |
| 3     | 462.6125         | Até 2 watts        | Até 5 watts         |
| 4     | 462.6375         | Até 2 watts        | Até 5 watts         |
| 5     | 462.6625         | Até 2 watts        | Até 5 watts         |
| 6     | 462.6875         | Até 2 watts        | Até 5 watts         |
| 7     | 462.7125         | Até 2 watts        | Até 5 watts         |
| 8     | 467.5625         | Até 0,5 watts      | Até 0,5 watt        |
| 9     | 467.5875         | Até 0,5 watts      | Até 0,5 watt        |
| 10    | 467.6125         | Até 0,5 watts      | Até 0,5 watt        |
| 11    | 467.6375         | Até 0,5 watts      | Até 0,5 watt        |
| 12    | 467.6625         | Até 0,5 watts      | Até 0,5 watt        |
| 13    | 467.6875         | Até 0,5 watts      | Até 0,5 watt        |
| 14    | 467.7125         | Até 0,5 watts      | Até 0,5 watt        |
| 15    | 462.5500         | Até 2 watts        | Até 50 watts        |
| 16    | 462.5750         | Até 2 watts        | Até 50 watts        |
| 17    | 462.6000         | Até 2 watts        | Até 50 watts        |
| 18    | 462.6250         | Até 2 watts        | Até 50 watts        |
| 19    | 462.6500         | Até 2 watts        | Até 50 watts        |
| 20    | 462.6750         | Até 2 watts        | Até 50 watts        |
| 21    | 462.7000         | Até 2 watts        | Até 50 watts        |
| 22    | 462.7250         | Até 2 watts        | Até 50 watts        |

- GMRS possui outros canais exclusivos para entrada de repetidora
- Nenhuma unidade FRS deve exceder 0,5 watt ERP ( Efetive Radiated Power ) nos canais 8-14. Os canais 15-22 do FRS são compartilhados com o GMRS também abaixo do limite ERP de 2 watts. No entanto, se o dispositivo incluir qualquer um dos seguintes canais (467.5500, 467.5750, 467.6000, 467.6250, 467.6500, 467.6750, 467.7000 e 467.7250 MHz) é necessária uma licença GMRS. Os benefícios de uma licença GMRS incluem a capacidade de usar repetidores, operar com maior potência (até 50 watts) e utilizar antenas externas, o que resulta em distâncias de comunicação muito maiores.[1]

## Rádios FRS em outros países
Embora existam serviços de rádio pessoais UHF semelhantes ao FRS americano em outros países, eles usam padrões técnicos e bandas de frequência diferentes. Por isso, os equipamentos FRS aprovados pela FCC não podem ser usados nesses serviços em outras jurisdições.

### Canadá
Os rádios FRS de padrão americano são permitidos no Canadá sem licença. Desde 2016, também é permitido usar rádios GMRS half duplex de baixa potência (2 W ERP) sem licença. No entanto, o uso de repetidores GMRS e rádios GMRS de alta potência é proibido.
Isso significa que os walkie-talkies FRS/GMRS de modo duplo são uma boa opção para uso no Canadá, mas dispositivos GMRS de maior potência não são permitidos.

### México
Os turistas que visitam o México com seus rádios FRS podem usá-los sem problemas. O governo mexicano autorizou o uso das frequências e equipamentos FRS semelhantes aos dos EUA. No entanto, é importante notar que o equipamento FRS/GMRS de modo duplo não é aprovado no México. Portanto, se você tiver um dispositivo híbrido FRS/GMRS, verifique se ele está configurado para operar apenas no modo FRS.

### América do Sul
Os rádios portáteis GMRS/FRS são permitidos no Brasil, mas com algumas restrições. Eles só podem operar no modo simplex e não podem usar as frequências 462.550, 467.550, 462.725 e 467.725 Mhz.
Esses rádios são usados em uma variedade de aplicações privadas, incluindo segurança, estacionamento, manutenção e entrega.